# Prudni
Prudni (en rus: Прудный) és un poble (un possiólok) del krai de Krasnoiarsk, a Rússia, que en el cens del 2010 tenia 196 habitants. Pertany al districte de Kuràguino.